# آرنون‌کور
آرنون‌کور (به فرانسوی: Arnancourt) یک کمون در فرانسه است که در canton of Doulevant-le-Château واقع شده‌است. آرنون‌کور ۹٫۳۱ کیلومتر مربع مساحت دارد ۲۱۶ متر بالاتر از سطح دریا واقع شده‌است.